# Digimon Adventure: (serie animata 2020)
Digimon Adventure: (デジモンアドベンチャー:?, Dejimon Adobenchā:) è una serie televisiva anime, prodotta da Toei Animation e andata in onda in Giappone dal 5 aprile 2020 al 26 settembre 2021. È inoltre la nona serie animata dedicata al franchise Digimon, ed è un reboot della serie originale del 1999 Digimon Adventure. La serie è stata diretta dal regista Masato Mitsuka, sceneggiata da Atsuhiro Tomioka e prodotta da Hiroyuki Sakurada. L'anime narra le avventure di un gruppo di bambini che assieme ai rispettivi Digimon devono lottare per impedire che una serie di disastri si diffonda nel mondo reale.
I diritti internazionali sono stati acquistati da Crunchyroll, che l'ha distribuita in simulcast in Europa, America, MENA, Comunità degli Stati Indipendenti, Australia, Nuova Zelanda e Sudafrica.
Sebbene la serie non abbia ricevuto un'accoglienza positiva da parte della critica e del pubblico, Digimon Adventure: è stato un successo commerciale che ha rappresentato la crescita generale del marchio con un aumento significativo delle vendite di prodotti di merchandising, tra cui il Digimon Card Game, il revival del gioco di carte collezionabili, specialmente fuori dal Giappone e in Nord America. Per la prima volta dal 2002, la fine di una serie del franchise è stata seguita dal lancio di un'altra, Digimon Ghost Game.

## Trama
Nell'anno 2020, avvengono una serie di attacchi informatici in tutta Tokyo a causa di eventi catastrofici che avvengono in un altro mondo all'interno di Internet, il Mondo digitale, dove abitano delle creature chiamate Digimon, ovvero mostri digitali. Taichi, un giovane ragazzo, viene trasportato all'interno della rete e lì incontra Agumon mentre vengono attaccati da uno sciame di Algomon. Incontrano in seguito Yamato e il suo partner Gabumon e assieme sconfiggono il loro capo grazie ad Agumon e Gabumon che si fondono in Omegamon.
Mentre si preparano per il campo estivo, Taichi Yagami, Yamato Ishida, Sora Takenouchi, Koshiro Izumi, Mimi Tachikawa e Joe Kido vengono trasportati nel mondo digitale dove acquisiscono i loro Digivice e incontrano i loro Digimon partner mentre apprendono dai Digimon sacri di essere stati scelti per fermare il Digimon oscuro che attacca sia la rete che il mondo digitale. Vengono poi attirati in una falsa dimensione di Tokyo dove Eyesmon, un altro avversario, li attacca. Agumon e Gabumon si fondono nuovamente in Omegamon e distruggono Nidhoggmon (la forma di livello definitivo di Eyesmon) prima che avvenga il conto alla rovescia per annientare la vera Tokyo nel mondo reale.
A loro si unisce Takeru Takaishi, il fratello minore di Yamato, nella loro missione di fermare Devimon, un Digimon malvagio che governa il continente di Cloud. Più tardi, dopo la sconfitta di Devimon, vengono raggiunti dalla sorella di Taichi, Hikari, e dal suo Digimon Tailmon, per impedire che Millenniummon, un'arma definitiva dei Digimon oscuri, possa essere rianimato. Sfortunatamente, i servitori di Millenniummon, Vademon e Sakkakumon, sono in grado di ripristinare il suo corpo e si scatenano nel tentativo di distruggere l'intero mondo digitale, ma vengono sconfitti da WarGreymon, la forma di livello definitivo di Agumon.
Successivamente, dopo la sconfitta di Millenniummon, i bambini prescelti devono scoprire il vero potere delle stemme nei loro Digivice per impedire al malvagio Negamon di portare la grande catastrofe. Taichi e Agumon incontrarono di nuovo il capo degli Algomon, che adesso si presenta come servitore di Negamon per mettere alla prova il legame tra Taichi e Agumon. Dopo essersi riuniti tra loro, i protagonisti affrontano uno sciame di Soundbirdmon, che si uniscono nella loro vera forma, Ghoulmon.
Dopo la sconfitta di Ghoulmon, Negamon viene rilasciato dalla sua prigione e inizia la grande catastrofe. I bambini prescelti si trovano faccia a faccia con il loro ultimo nemico dopo aver distrutto il suo servitore Algomon. Inizia una brutale battaglia tra loro e Negamon e più tardi, quest'ultimo si evolve in Abbadomon e distrugge le forme fisiche di Sora, Koshiro, Joe e Mimi mentre Taichi, Hikari, Takeru e Yamato continuano a combattere contro Abbadomon. Le speranze del mondo reale riportano i quattro bambini nelle loro forme fisiche e consentono ad Agumon e Gabumon di fondersi per la terza volta in Omegamon. Taichi, Yamato e Omegamon entrano all'interno di Abbadomon dove affrontano il suo corpo centrale. Dopo una dura battaglia, Omegamon (che si trasforma infine in Omegamon Alter-S) distrugge definitivamente Abbadomon e la pace di entrambi i mondi è ripristinata.
Nell'epilogo della serie si scopre che Taichi ha scelto di rimanere nel mondo digitale con Agumon.

## Produzione

### Antefatti
La serie è stata annunciata ufficialmente nel numero di marzo della rivista V Jump di Shūeisha uscito nel gennaio 2020. Il progetto è stato sviluppato in modo indipendente e nello stesso periodo di tempo dell'uscita nelle sale cinematografiche giapponesi di Digimon Adventure: Last Evolution Kizuna, dal produttore Hiroyuki Sakurada e dal regista della serie Masato Mitsuka, i quali avevano lavorato precedentemente a Digimon Fusion Battles e Dragon Ball Super. Altri membro dello staff sono Matsuki Hanae e Naoko Sagawa in qualità di produttori, Atsuhiro Tomioka nel ruolo di supervisore della sceneggiatura, Katsuyoshi Nakatsuru che torna a curare il character design da Digimon Adventure, Akihiro Asanuma come capo direttore dell'animazione, Ryōka Kinoshita è il direttore artistico mentre Toshiki Amada è il responsabile degli ambienti.
La possibilità di un reboot della serie originale di Digimon Adventure era sperata sin dai tempi di Digimon Adventure tri. da Hiroyuki Sakurada, allora produttore di Dragon Ball Super. Sakurada ha affermato che il punto di arresto della serie originale di Adventure raggiunto nel suo ventesimo anniversario da Last Evolution Kizuna è stato "triste", ma opportuno per poter proporre e produrre questo reboot e mostrarlo nella sua forma attuale, definendolo un vero e proprio Digimon che non era per i "bambini del passato", ma per una nuova generazione, affermando che "È per presentarlo a loro, quale modo migliore per farlo se non ricominciare dall'inizio ancora una volta con Digimon Adventure?". Tuttavia il progetto incontrò alcune difficoltà, tra cui la giusta tempistica in cui trasmetterlo, dato che il team di produzione voleva mandare in onda il nuovo Digimon su Fuji TV alle 9 di domenica mattina e Sakurada affermò che "Per garantire quella fascia oraria e produrre contenuti per essa, hai bisogno della giusta tempistica e dei giusti elementi per ogni genere di cose. Senza una scommessa così ravvicinata, è difficile produrre un anime televisivo". Il blocco televisivo delle nove del mattino di domenica è stato utilizzato precedentemente per le prime cinque serie di Digimon nella loro trasmissione originale su Fuji TV dal 1999 al 2007.
Lo staff originale di Digimon Adventure, che ha lavorato al film Last Evolution Kizuna, non è stato consultato per questo progetto. Hiroyuki Sakurada ha definito Masato Mitsuka un regista "che rappresenta le giovani generazioni" e che "Assicura il futuro di Toei Animation, così come il resto del suo staff".

### Sviluppo
Hiroyuki Sakurada ha indicato che i punti salienti di questa serie sarebbero state le scene di battaglia, il "tratto speciale" di ogni Digimon e il modo in cui gestiscono le abilità contro i nemici che li attaccano. Atsuhiro Tomioka ha annunciato che sarebbero stati mostrati quanti più Digimon diversi possibile, definendolo un festival "secondo la situazione, senza trattenersi".
Masato Mitsuka ha affermato "Il nostro compito principale è assicurarci che le cose risultino interessanti allo spettatore" e ha specificato che, sebbene fossero molto entusiasti di voler mostrare l'orgoglio di un Digimon di livello Adulto, avevano difficoltà a pensare come interpretare sequenze d'azione "fantastiche" usando la fisica dei Digimon e in particolare Greymon, rispetto a Son Goku e alla sua panoplia di attacchi in Dragon Ball Super; Mitsuka ha anche sostenuto nell'agosto 2020 che il Digimon avrebbe raggiunto il livello Perfetto molto rapidamente, quindi a lungo termine, il tempo che Agumon avrebbe trascorso attivamente come Greymon sarebbe stato poco; inoltre Omegamon è stato definito uno dei "simboli" più impressionanti di Digimon fino ad oggi con molti derivati. Il suo aspetto e il quando e il come sarebbe apparso nella serie sono stati determinati prima che Mitsuka entrasse nel team del progetto.
In risposta al sito web giapponese What's In,, che ha descritto lo sviluppo della storia dei primi tre episodi come "Un inizio simile a un progetto cinematografico, ma caotico"; Sakurada ha confermato che l'intenzione alla base era quella di mostrare freschezza senza fare attendere. Per Mitsuka, l'uso eccessivo di segmenti privilegiati nell'animazione (sakuga) per un anime televisivo doveva mostrare Greymon; e Omegamon sembra "forte" fin dal suo primo combattimento, al fine di lasciare una forte impressione tanto su quei nuovi spettatori quanto su quelli vecchi. Una sua corretta rappresentazione era tutt'altro che comune nei progetti precedenti, e grazie a circostanze speciali, il personaggio sarebbe apparso esclusivamente nei momenti più particolari, così la produzione ha mirato a rappresentare Omegamon come il miracolo che appare dopo aver superato grandi difficoltà, finendo per sostenere che "Possa ogni sua apparizione in questa nuova serie televisiva essere un'occasione per farlo combattere potenti nemici, mentre mostra la sua forza e uno status di salvatore dalla crisi". Mitsuka voleva ritrarre i bambini che combattono attivamente durante le singole battaglie, rendendo una storia in cui i bambini partecipano con un'acuta consapevolezza di ciò che devono salvare. "I bambini sentono l'obbligo e la determinazione a "fare qualcosa" [...] Il tema centrale della regia della serie è "una persona e una creatura" sia in battaglia che in avventura. È lo "stile di vita" che mi seduce, questa è la mia visione del legame tra i due".
Nell'agosto 2020, il produttore Sakurada ha invitato i bambini ad avere la sensazione di viaggiare attraverso questo anime "anche se sono bloccati a casa [...] Dalla giungla agli oceani, scopri un vasto mondo senza vincoli"; vivendo cose che erano diventate difficili a causa della pandemia di COVID-19. Atsuhiro Tomioka è stato chiamato ad essere lo sceneggiatore principale del progetto, con la richiesta di Toei Animation di prendere come riferimento il manga Digimon Adventure V-Tamer 01. Questi ha accettato, affermando "Certo Tai collabora ancora insieme ad altri alleati, ma vogliamo che sia una figura eroica con un forte senso di responsabilità e affidabilità. È una volontà condivisa con il regista e il team di produzione di mescolare le influenze".
La serie è stata trasmessa dal 5 aprile 2020 al 26 settembre 2021 su Fuji TV. A metà del 2020, Toei Animation Europe ha elencato che la serie avrebbe presentato un totale di 66 episodi. Il 2 settembre 2021 è stato annunciato l'episodio 67, ovvero l'ultimo. Due settimane dopo è stato confermato che la serie si sarebbe conclusa con un totale di 67 episodi e sarebbe stata sostituita da Digimon Ghost Game. Digimon Adventure: è anche la prima serie del franchise a presentare la terminologia e il relativo glossario nella sua versione originale senza apportare adattamenti o modifiche nei nomi dei personaggi, delle tecniche, dei luoghi e nella nomenclatura, ad esempio Biyomon viene chiamata Piyomon come in originale e la digievoluzione viene definita semplicemente evoluzione.

### Pubblicizzazione
Il 30 marzo 2020, Toei Animation ha organizzato una campagna pubblicitaria presso lo Shibuya Stream, un complesso commerciale nel quartiere di Shibuya di Tokyo e nella stazione di Shibuya con poster e animazioni. Il 19 marzo 2021, Toei Animation ha svelato una nuova illustrazione che accennava a nuove forme evolutive che apparivano all'interno della serie; questa presentava come slogan: "Tutto in Digimon Adventure è epico! La storia raggiunge il suo apice!" e una campagna pubblicitaria basata sulla parola d'ordine "Epico" (アツい?, Atsui) sui social media.

## Trasmissione e distribuzione
Il 6 marzo 2020 è stato pubblicato il primo trailer della serie, che annunciava la data di inizio della trasmissione, avvenuta il 5 aprile successivo. Digimon Adventure: è stato trasmesso in Giappone su Fuji Television ed è diventato disponibile per lo streaming sulle piattaforme Netflix, U-NEXT, Bandai Channel, Anime Hodai e Docomo Anime Store. Il 19 aprile 2020, Toei Animation ha annunciato che il quarto episodio e quelli successivi sarebbero stati posticipati a causa della pandemia di COVID-19. La serie è rimasta sospesa per circa due mesi e al suo posto, dal 26 aprile al 31 maggio 2020, sono state trasmesse le repliche di Kitaro dei cimiteri del 2018. La serie è poi ritornata in onda il 7 giugno, ricominciando dal primo episodio. Toei Animation ha successivamente annunciato il 19 giugno che la serie avrebbe ripreso a trasmettere nuovi episodi a partire dall'episodio 4 il 28 giugno.
Crunchyroll ha pubblicato la serie in streaming a partire dal 4 aprile 2020. La serie è stata distribuita contemporaneamente da Crunchyroll in Nord America, Centro America, Caraibi, Sud America, Europa, zone MENA e CSI, Australia, Nuova Zelanda e Sud Africa con sottotitoli in inglese, spagnolo, francese, portoghese, arabo, italiano, tedesco e russo. L'anime è stato anche trasmesso in simulcast su Hulu (ep. 1-49) e VRV negli Stati Uniti; Animelab (ep. 1-52) e Funimation ANZ (ep. 53-60) in Australia e Nuova Zelanda; e iQIYI (ep. 1-48) nel sud-est asiatico con sottotitoli in inglese e altre lingue tra cui cinese, vietnamita e tailandese. In Francia, l'anime è stato reso disponibile anche su Anime Digital Network e J-One.
Nel maggio 2021, iQIYI ha interrotto il suo simulcast all'episodio 48. Hulu ha interrotto il suo simulcast all'episodio 49, in quanto ha acquistato una licenza solo per questo blocco di puntate. Gli episodi usciti in precedenza sono rimasti disponibili on demand fino a febbraio 2023; il contratto di licenza non è stato rinnovato per ulteriori episodi durante il simulcast e ciò ha di conseguenza comportato a non pubblicare tutti gli episodi usciti in seguito. L'11 agosto 2021, AnimeLab e Funimation ANZ hanno annunciato di non essere in grado di offrire nuovi episodi settimanali. Toei Animation Europe ha annunciato che la serie sarebbe andata in onda per 66 episodi, anche se il 2 settembre 2021, il conteggio degli episodio è stato cambiato ufficialmente a 67 nel calendario di Bandai. La serie si è conclusa il 26 settembre 2021, con un totale di 67 episodi ed è stata sostituita da Digimon Ghost Game, nella stessa fascia oraria su Fuji TV.
Durante l'evento Digimon Con 2022 tenutosi il 26 febbraio 2022 è stato annunciato che la serie avrà un doppiaggio in lingua inglese con Zeno Robinson nei panni di Taichi e Ben Diskin in quelli di Agumon, attraverso un trailer doppiato e due video dei doppiatori. Il doppiatore originale inglese di Taichi, Joshua Seth, ha rivelato che i produttori mesi prima avevano confermato che nessun membro del cast delle serie precedenti sarebbe tornato. I primi due episodi sono stati proiettati in anteprima speciale presso lo stand di Toei Animation all'evento Anime NYC 2022 il 19 novembre 2022.

### Colonna sonora
Il compositore Toshihiko Sahashi è stato incaricato di scrivere quaranta composizioni dal regista della serie con l'idea che i suoni fossero quelli di una grande orchestra. Una prima registrazione è stata effettuata il 25 febbraio 2020. Due album di colonne sonore sono stati pubblicati dall'etichetta Nippon Columbia. Il primo volume, composto da 34 tracce, è uscito il 30 settembre 2020, mentre il secondo, di 31 tracce, il 25 agosto 2021.
La sigla d'apertura è Mikakunin hikousen (未確認飛行船?) cantata da Takayoshi Tanimoto. Quest'ultimo ha anche cantato tre insert songs. La prima di queste è Be The Winners, impiegata per le evoluzioni di livello adulto, la seconda è X-treme Fight, che accompagna quelle di livello perfetto mentre la terza è Break the chain, che invece è presente durante quelle di livello definitivo.
In chiusura si sono susseguiti cinque differenti brani: Kuyashisa wa tane (悔しさは種?) di Chiai Fujikawa (ep. 1-13), Q? di Reol (ep. 14-26), Mind game di Maica_n (ep. 27-38), Overseas Highway (オーバーシーズ・ハイウェイ?, Ōbāshīzu Haiuei) di Wolpis Carter e Orangestar (ep. 39-54) e Dreamers della boy band K-pop Ateez (ep. 55-67).

### Home video
Digimon Adventure: è stato distribuito in Giappone in DVD e Blu-ray da Happinet in un primo cofanetto uscito il 2 dicembre 2020 e contenente i primi 12 episodi. Gli episodi dal 13 al 24 sono stati pubblicati in un secondo cofanetto il 3 marzo 2021. Gli episodi dal 25 al 36 sono usciti in un terzo cofanetto il 2 giugno 2021. Gli episodi dal 37 al 48 sono usciti in un quarto cofanetto il 3 settembre 2021. Gli episodi dal 49 al 67 sono stati inclusi nel quinto e ultimo cofanetto il 2 febbraio 2022.

## Accoglienza

### Prime impressioni
Poiché la serie non è solo il reboot del primo anime, ma anche la prima serie di Digimon ad essere distribuita simultaneamente in tutto il mondo, il lancio ha attirato una grande quantità di media e recensioni critiche. L'annuncio e il debutto dell'anime sono stati incoraggiati dalle qualità viste nella serie originale. Digimon Adventure: è considerato parte della mania dei reboot e dei revival vista in Occidente e in Giappone all'inizio degli anni '20.
Le prime impressioni degli episodi iniziali della serie sono state per lo più positive o miste. Sono stati elogiati i suoi valori di produzione mentre sono stati criticati il ritmo della trama notevolmente riciclata dalle produzioni precedenti e in particolare dal film Digimon Adventure: Bokura no War Game!. Karen Han di Polygon ha ritenuto che questa versione della serie diretta da Masato Mitsuka mancasse di dare un senso ai personaggi, così come il mondo in cui si svolgono le vicende. Joshua Graves di Comic Book Resources ha affermato che "si presenta più come un disservizio per i fan". La maggior parte dei critici è rimasta perplessa dall'approccio generale e ha condiviso alcune preoccupazioni riguardo alle possibilità di costruzione del worldbuilding, dello sviluppo dei personaggi, del modo in cui la serie può mantenere una posta in gioco significativa, il potenziale di raggiungere un nuovo pubblico per via del suo ritmo, la mancanza di introduzioni e spiegazioni riguardanti i concetti generali e le evoluzioni mostrate come qualcosa di diverso da essere considerato un "insensato potenziamento della trama" in questa fase iniziale.
Un redattore di AnimeClick.it ha affermato che il reboot aveva il suo fascino e ha reputato interessante trovare i vecchi personaggi della serie originale impegnati in nuove avventure. La storia, pur mantenendo alcune caratteristiche di base della vecchia serie, aveva la possibilità di diramarsi in moltissimi modi non prevedibili, e ciò si rivelava un suo punto a favore, così come il miglioramento della grafica rispetto all'anime del 1999. Tuttavia, nonostante l'interesse per la storia e le sue premesse, Digimon Adventure: era tutt'altro che perfetto, per via della sua rappresentazione spoglia e inaccettabile del mondo della rete in cui iniziavano le vicende e l'assenza di un insert song durante le sequenze di evoluzione. Non era chiaro a chi fosse rivolata la serie, se ai nostalgici oppure alle nuove generazioni, ma entrambi i casi sembrava fallire nel raggiungimento del suo scopo. Nonostante le sue grandi potenzialità, questa serie non sembrava avere valori simbolici, a differenza dell'originale, ma era ancora tutto da definire.

### Critica
Digimon Adventure: ha ricevuto critiche fredde e negative durante la sua trasmissione, finendo per essere stroncato a causa della sua struttura generale, dello stile, della priorità della storia e della mancanza di idee motivanti della trama, nonché dell'assenza di personaggi, sviluppi delle dinamiche emotive e interpersonali, "un'assurda psicologia del carattere senza senso di meraviglia né stupore" e un'eccessiva attenzione per Taichi, mettendo in secondo piano gli altri personaggi a favore di episodi basati su combattimenti e potenziamenti non meritati.
Digimon Adventure: è stato "candidato" come uno dei "The Worst Anime of 2020" (lett. "Il peggior anime del 2020") nella selezione di fine anno di Anime News Network, finendo per essere definito un fallimento e un tentativo sprecato. Christopher Farris ha criticato la mancanza di pianificazione dello staff dietro di esso e l'assenza dello sviluppo dei personaggi con i relativi legami, che sarebbero serviti al pubblico per ricordare di loro e i loro livelli di potere in modo da giustificare un qualsiasi reale interesse o investimento di tempo nei loro confronti. Manga News lo considera un lavoro svolto con pigrizia e poco encomiabile per figure così prolifiche, "artificiale" per alcune d'azione dispendiose e evoluzioni. Laura Thornton di Comic Book Resources ha criticato la reintroduzione di alcuni Digimon parlanti dopo trenta episodi per averli essenzialmente rappresentati come vittime da proteggere da Taichi piuttosto che renderli veri e propri personaggi con una cultura o un problema unico e l'ha dichiarata come una storia fiacca "non solo per i suoi personaggi ma anche per il pubblico", finendo per essere ben lontani dagli episodi scanzonati della serie originale, ma anche da modelli come My Hero Academia o Avatar - La leggenda di Aang, visti come importanti e considerando la costante presenta di combattimenti sopra le righe "è diventato da tempo stantio". Hannah Collins ha trovato che la costante separazione dei personaggi dal gruppo principale come uno degli aspetti più frustranti durante la sua visione, finendo per tradire l'idea della serie del 1999 di mostrare un gruppo di avventurieri. Quando è stato raggiunto il traguardo di 40 episodi, lo staff ha cominciato a mostrare le prime dimostrazioni di sviluppo e interazione tramite episodi filler; quest'ultimi hanno anche goduto di un'accoglienza critica più favorevole per il loro tono più episodico, calmo e umoristico.
Digimon Adventure: è stato considerato basato su una nostalgia semplificata in "meri riferimenti di stile" e un sentimento di falsa familiarità; il target commerciale era considerato ambiguo; Manga-News ha poi messo in dubbio la legittimità di tale riguardo alle intenzioni di Digimon Adventure: Last Evolution Kizuna. L'anime è stato anche visto come un tentativo di trasformare Digimon Adventure in un genere più ricco di azione e di espandere il marketing con ingredienti simili, in maniera analoga al franchise di Dragon Ball negli anni 2010.

### Ascolti
Sei episodi sono finiti nella classifica TV dell'animazione giapponese: l'episodio 6 Il regno preso di mira il 12 luglio 2020 (con il 2,9% di share), l'episodio 11 Il lupo che si staglia nel deserto il 16 agosto 2020 (con il 2,3% di share), l'episodio 40 Colpisci! Tiro letale il 21 marzo 2021 (con il 2,6% di share), l'episodio 58 Hikari, una nuova vita il 25 luglio 2021 (con l'1,9% di share), l'episodio 59 I fulmini di Heraklekabuterimon il 1º agosto 2021 (con il 2,3% di share) e l'episodio 60 Vikemon si avventura nei ghiacciai l'8 agosto 2021 (con l'1,5% di share). A causa della diffusione del COVID-19, dal 26 aprile al 31 maggio 2020, la serie è stata temporaneamente sostituita dalle repliche di Kitaro dei cimiteri del 2018. Le repliche dei primi episodi di Adventure: sono andate in onda a partire dal 7 giugno 2020, con valutazioni non classificate.